# Tom Lynch
Thomas Lynch (Fall River, Massachusetts, ? – ?) válogatott amerikai labdarúgó.

## Pályafutása
A Brooklyn Celtic, majd a New York Americans labdarúgója volt. Az amerikai válogatott tagjaként részt vett az 1934-es olaszországi világbajnokságon.